# Affinis
Affinis (affinis, abreviado: aff. ou affin.) é uma terminologia taxonômica utilizada em zoologia e botânica para indicar que uma espécie mencionada é relacionada mas não idêntica a espécie no binômio que é demonstrado. Exemplo: Lucapina aff. aegis. A abreviatura aff. não é escrita em itálico ou sublinhada.